# 蔡秋卿
蔡秋卿（？年—？年），字子威，號陟瞻，福建福州府闽县人。明朝末年政治人物。

## 生平
崇祯三年（1630年）庚午科福建乡试舉人，四年（1631年）联捷辛未科进士。都察院观政，六年授户部陕西司主事，通州穵運，八年升河南司员外，九年升郎中、广东肇庆知府，十二年升广东副使。历岭南、海北道，卒于官。
子蔡昌勋，清军南下进攻福建时，昌勋集合地方义民，组织抗敌队伍，率领义军抵抗清兵，转战数日，不幸为清兵逮捕，他在临刑之日，慷慨激昂地赋诗寄志，从容就义，其妻陈氏亦投环而死。